# Fotios Papadopulos
Fotios Papadopulos (* 1. Juli 1954 in Kilkis) ist ein ehemaliger griechischer Fußballspieler.

## Karriere
Papadopulos kam 1965 mit seiner Familie nach Deutschland und begann mit dem Fußballspielen beim Bochumer Verein DJK Adler Dahlhausen. Ab 1972 lief er für das Amateurteam des VfL Bochums auf. In der Saison 1973/74 half der Grieche bei den Profis, die verletzungsbedingt geschwächt waren aus. Er wurde in den Spielen gegen Hannover 96 und den 1. FC Köln eingewechselt. Damit war er der erste Ausländer der für den VfL in der Fußball-Bundesliga auflief. Bei Bochum bekam er keinen Vertrag und ging nach Griechenland, um dort seinen Pflichtmilitärdienst zu leisten. Während seines Dienstes lief er für FC Kalamata auf.